# Janet Nelson
Pour les articles homonymes, voir Nelson.
Janet Laughland « Jinty » Nelson, née le 28 mars 1942 et morte le 14 octobre 2024, est une historienne britannique. Elle est professeur émérite d'histoire médiévale au King's College de Londres.

## Biographie
Née à Blackpool, elle étudie à l'école de Keswick du comté de Cumbria et au Newnham College de Cambridge où elle obtient son doctorat en 1967.
Elle est promue maître de conférences en 1987 puis professeur et directrice du Centre pour l'Antiquité tardive et des études médiévales en 1994. Elle prend sa retraite en 2000. Elle est élue en 1982 à la Royal Historical Society, qu'elle préside de 2000 à 2004 ; elle est vice-présidente de la British Academy de 1999 à 2001.
Ses recherches portent sur l'Europe du début du Moyen Âge, notamment dans le monde franc et le monde anglo-saxon. Elle publie de nombreux ouvrages sur la royauté, le gouvernement, les idées politiques, la religion et les rituels, et de plus en plus sur les femmes et le genre au cours de cette période. Sa biographie de Charles le Chauve, sa traduction annotée des Annales de Saint-Bertin et plusieurs de ses travaux reflètent son intérêt pour la royauté franque et les vikings. D'autres travaux sur Alfred de Wessex abordent des thèmes comparables dans l'histoire de l'Angleterre anglo-saxonne. Elle publie en 2019 une biographie de Charlemagne. Elle est aussi codirectrice, avec Simon Keynes (université de Cambridge), du projet financé par l'AHRC Prosopography of Anglo-Saxon England.
Elle est faite Dame commandeur de l'ordre de l'Empire britannique (DBE) en 2006.
Elle meurt le 14 octobre 2024.

## Publications
- Courts, Elites and Gendered Power in the Early Middle Ages (Aldershot, 2007) [en anglais]
- Rulers and Ruling Families in Earlier Medieval Europe (Londres, 1999) [en anglais]
- The Frankish World (Londres, 1996) [en anglais]
- Charles le Chauve (collection Histoire, Aubier, Paris, 1994) ; traduit de Charles the Bald, Longman Group Limited, Londres, 1992  (ISBN 2-7007-2261-2)
- Politics and Ritual in Early Medieval Europe (Londres, 1986) [en anglais]

Elle a aussi coédité :
- (avec P. Wormald), Lay Intellectuals in the Carolingian World (Cambridge, 2007) [en anglais]
- (avec P. Stafford et J. Martindale), Law, Laity and Solidarities: Essays in Honour of Susan Reynolds (Manchester, 2001) [en anglais]
- (avec P. Linehan), The Medieval World (Londres, 2001) [en anglais]
- (avec F. Theuws), Rituals of Power from Late Antiquity to the Early Middle Ages (Leiden, 2000) [en anglais]